# Someday: The String Quartet Tribute to Nickelback
Someday: The String Quartet Tribute to Nickelback –  tribute album The String Quartet Tribute wydany w roku 2004.

## Charakterystyka albumu
Album „Someday: The String Quartet Tribute to Nickelback” został nagrany w 2003 roku przez kilka różnych kwartetów smyczkowych. Album poświęcony jest kanadyjskiej grupie rockowej Nickelback. Na płycie znalazło się 11 utworów z repertuaru grupy, oraz 1 utwór skomponowany przez kwartet, ale inspirowany muzyką kanadyjskiej grupy. Album został wydany przez wytwórnię Vitamin Records, której właścicielem jest David Haerle. Producentem krążka został David Davidson. Utwory grupy zostały przedstawione w brzmieniu właściwym dla muzyki poważnej, przy użyciu takich instrumentów jak skrzypce czy kontrabas. Albu ukazał się na rynku 17 lutego 2004 roku.
The String Quartet Tribute to seria cover albumów wydawanych przez wytwórnię Vitamin Records. W sumie zostały wydane już 232 albumy. Każdy album dotyczy jednego wybranego artysty, oraz jego utworów. Prócz grupy Nickelback, w serii ukazały się tacy artyści jak Aerosmith, Black Sabbath, Bob Dylan, The Cure, Disturbed, Foo Fighters, Guns N’ Roses, Iron Maiden czy Metallica.

## Spis utworów
1. How You Remind Me (sł. Ch. Kroeger - muz. Ch. Kroeger, R.Peake, M.Kroeger, R.Vikedal) - 3.45
2. Good Times Gone  (sł. Ch. Kroeger - muz. Ch. Kroeger, R.Peake, M.Kroeger, R.Vikedal) - 5.29
3. Do This Anymore  (sł. Ch. Kroeger - muz. Ch. Kroeger, R.Peake, M.Kroeger, R.Vikedal) - 4.01
4. Never Again (sł. Ch. Kroeger - muz. Ch. Kroeger, R.Peake, M.Kroeger, R.Vikedal) - 4.22
5. See You at the Show (sł. Ch. Kroeger - muz. Ch. Kroeger, R.Peake, M.Kroeger, R.Vikedal) - 4.08
6. Someday (sł. Ch. Kroeger, R.Peake, M.Kroeger - muz. Ch. Kroeger, R.Peake, M.Kroeger, R.Vikedal) - 3.26
7. Breathe (sł. Ch. Kroeger - muz. Ch. Kroeger, R.Peake, M.Kroeger, R.Vikedal) - 4.00
8. Leader of Men (sł. Ch. Kroeger - muz. Ch. Kroeger, R.Peake, M.Kroeger, R.Vikedal) - 3.41
9. Throw Yourself Away (sł. Ch. Kroeger - muz. Ch. Kroeger, R.Peake, M.Kroeger, R.Vikedal) - 3.58
10. Too Bad (sł. Ch. Kroeger - muz. Ch. Kroeger, R.Peake, M.Kroeger, R.Vikedal) - 4.00
11. Woke Up This Morning (sł. Ch. Kroeger - muz. Ch. Kroeger, R.Peake, M.Kroeger, R.Vikedal) - 3.53 (utwór dodatkowy)
12. A Dark Day (Original Composition Inspired by Nickelback) (The String Quartet Tribute) - 4.47

## Produkcja
- The String Quartet Tribute – wykonanie, aranżacja
- Kompozytor: Todd Mark Rubenstein
- Teksty piosenek: Chad Kroeger
- Oryginalna aranżacja: Chad Kroeger, Ryan Peake, Mike Kroeger, Ryan Vikedal
- Producent muzyczny: David Davidson
- Wytwórnia muzyczna: Vitamin Records